# Frank Gant
Frank Gant (26. května 1931 – 19. července 2021) byl americký jazzový bubeník. Na počátku své kariéry hrál se saxofonisty Billym Mitchellem a Pepperem Adamsem. V padesátých letech často spolupracoval s Yusefem Lateefem a v letech 1966 až 1976 byl členem tria klavíristy Ahmada Jamala. Během své kariéry spolupracoval s mnoha dalšími hudebníky, mezi něž patří například Monty Alexander, Red Garland, Sonny Stitt, J. J. Johnson a Al Haig.